# Shanghai Automotive Industry Corporation
SAIC Motor Corporation Limited, detta SAIC (ex Shanghai Automotive Industry Corporation), è una casa produttrice cinese di automobili, la terza nel Paese accanto a First Automobile Works, Dongfeng Motor Corporation, Chang'an Motors e Chery Automobile. È proprietaria di numerosi marchi automobilistici: MG (storica casa automobilistica inglese acquistata nel 2007), Roewe, uno dei pochi marchi di lusso cinesi, Maxus, nato dalle ceneri della defunta LDV Group e Yuejin. 
Grazie alle joint-ventures con General Motors, Volkswagen, CNH Industrial e Volvo Group vende anche veicoli sotto marchi come Baojun, Buick, Cadillac, Chevrolet, Iveco, Sunwin Bus, Škoda, Volkswagen, Wuling. Era uno dei pochi costruttori di vetture già esistenti nella Cina di Mao Zedong, realizzando la SH760 a Shanghai.

## Storia

### Dagli inizi al 2000
Sebbene abbia una lunga storia, iniziata con una fabbrica di assemblaggio di automobili con sede a Shanghai intorno alla seconda guerra mondiale, SAIC ha raggiunto solo recentemente, a differenza dei rivali nazionali FAW Group e Dongfeng Motors, una posizione di rilievo nell'industria automobilistica cinese.
Negli anni settanta era ancora una piccola azienda, poi un accordo di cooperazione stipulato con Volkswagen nel 1984 (seguito nel marzo 1985 dalla nascita della Shanghai Volkswagen Automotive Co Ltd), le ha permesso di produrre automobili competitive con tecnologia straniera. 
Negli 11 anni successivi la capacità produttiva annuale è aumentata di dieci volte fino a raggiungere nel 1996 le 300.000 unità, affermandosi come una delle principali case automobilistiche cinesi. Durante questo periodo SAIC ha costruito a Shanghai un'intera catena di fornitura di componenti automobilistici moderni: nel 1987 le uniche parti locali utilizzate in un'auto, la Volkswagen Santana, erano pneumatici, radio e antenna, nel 1998 oltre il 90% dei componenti utilizzati erano di provenienza locale.
Nel giugno del 1997 SAIC ha costituito una seconda importante joint venture, la Shanghai General Motors Co Ltd, con General Motors. La nuova intesa, operativa dal 1998, ha contribuito a raddoppiare la produzione di veicoli SAIC tra il 2000 e il 2004.

### Dal 2000 al 2010
All'inizio degli anni 2000 SAIC ha effettuato diverse acquisizioni in Corea. Nel 2002 partecipa all'acquisto da parte di GM della casa automobilistica coreana Daewoo Motors, rilevando una quota del 10% nella neonata società GM Daewoo per 59,7 milioni di dollari e nel 2004 assume il controllo di una società automobilistica sudcoreana produttore di Suv, la SsangYong, pagando 500 milioni di dollari per il 48,9% del capitale. In questo periodo SAIC crea anche una nuova holding per le sue consociate impiegate nella produzione di auto, Shanghai Automotive Group.
A metà del decennio SAIC tenta di acquisire la casa automobilistica britannica MG Rover, ma nel 2005 è battuta da un'altra casa automobilistica cinese, la Nanjing Automobile. SAIC riesce comunque ad acquistare le tecnologie MG Rover per la produzione della berlina Rover 75 e delle motorizzazioni Rover serie K senza l’utilizzo del marchio; di conseguenza venne creato il nuovo marchio Roewe. In seguito, nel dicembre del 2007, SAIC acquista la Nanjing Automobile Corporation e con essa i diritti di utilizzo del marchio inglese MG e lo storico stabilimento di Longbridge in Inghilterra.
Mentre la società vede aumentare alla fine degli anni duemila le vendite raggiungendo nel 2009 la quota di 2,72 milioni di veicoli venduti, nello stesso anno si rivela fallimentare la gestione della coreana Ssangyong. Dopo che le erano stati forniti ulteriori 45 milioni di dollari, nel gennaio 2009 SsangYong Motor Company è posta in amministrazione controllata. I lavoratori inscenano manifestazioni e scioperi per 77 giorni con numerosi interventi della polizia. La SsangYong in seguito sarà ceduta al gruppo Mahindra & Mahindra.

### Dal 2010 ad oggi

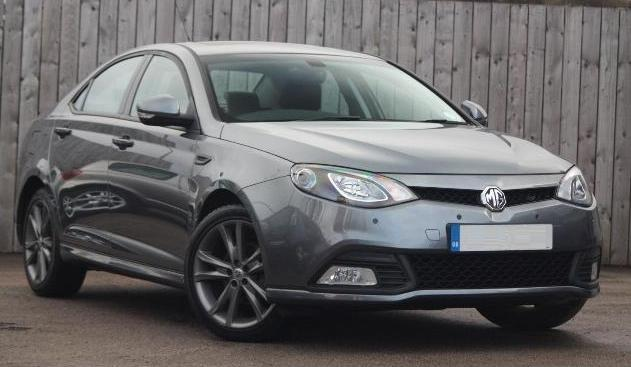
La MG 6 attualmente prodotta in Cina

Nel 2010 SAIC produce 3,58 milioni di unità, la maggiore produzione quell'anno di una casa automobilistica con sede in Cina. Nel febbraio 2011 presenta un nuovo marchio di veicoli commerciali, Maxus. Due mesi più tardi, in aprile, riprende la produzione nello stabilimento di MG Motor UK a Longbridge poiché è uscita dalla linea di produzione la prima MG 6 realizzata nel Regno Unito. Sempre quell'anno, con una produzione di 3,97 milioni di veicoli, si classifica come la principale casa automobilistica con sede in Cina.
Nel giugno 2012 la consociata di SAIC con sede negli Stati Uniti d'America, Shanghai Automotive Industries Corp USA, Inc., apre un nuovo centro operativo nordamericano a Birmingham, nel Michigan. L'impianto, a tre piani, ospiterà circa 100 dipendenti.
Nel 2018 lancia nel mercato europeo il marchio Maxus, inizialmente in mercati chiave come Germania, Regno Unito e Austria; il primo veicolo importato è il furgone EV80 elettrico.
Nel 2019 rilancia il marchio MG in Europa importando dalla Cina i due SUV ZS ed HS che ottengono anche cinque stelle nei crash test Euro NCAP. Nell’agosto 2020 viene annunciato lo sbarco in Italia e in Francia del marchio MG destinato a vendere veicoli elettrici.

## Partnership
SAIC è partner di:
- General Motors con cui forma la Shanghai GM, la SAIC-GM-Wuling Automobile e la Pan-Asia Technical Automotive Center.
- Volkswagen con Shanghai Volkswagen Automotive.
- CNH Industrial con Saic-Iveco Hongyan Commercial Vehicle (creata nel 2006, per fabbricare la gamma pesante Iveco) e con Saic Fiat Powertrain Hongyan[17] (creata nel 2007 per fabbricare motori e cambi per mezzi pesanti Iveco).
Dal 9 aprile 2001 SAIC aveva costituitao la joint venture Shanghai New Holland con l'allora CNH Global (Gruppo Fiat), per la gestione di uno stabilimento a Shanghai con circa 900 dipendenti che produce circa 15.000 trattori New Holland Agriculture all'anno destinati soprattutto al mercato interno.
- Volvo Buses con cui nel 2000 forma la joint venture Shanghai Sunwin Bus Corporation (Sunwin). Gli azionisti sono Volvo Busues e Volvo (China) Investment (50%) e SAIC (50%) che producono bus in Cina su licenza Volvo Busues.